# 螫針

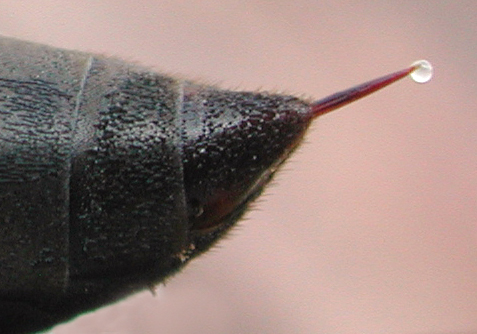
黃蜂的螫針與從其內溢出的毒液

螫針，又稱為螫刺、毒針、刺針，是一種銳利的器官，可以在許多種動物（多為昆蟲或其他節肢動物）上發現，用於刺入其他動物的表皮，並將毒液注入其內。 
螫針的毒液可以造成劇痛與皮膚腫脹，螫刺部位的不同、昆蟲的種類以及受害者對毒液的敏感度都會影響毒液的作用強度。許多種的蜂與黃蜂具有兩種毒腺，其中一個會分泌稱為甲酸的毒素，另一個則會分泌鹼性的神經毒素，兩種毒素的毒性都不強，但在混合後就會造成很強的刺激。此外，蜜蜂與黃蜂的叮咬也有可能造成嚴重的過敏性休克。
胡蜂、部分螞蟻、蜈蚣與蠍子也具有用螫刺螫咬的能力。
有些的昆蟲會將牠們的螫針留在傷口內，但僅有極少部分的物種有這樣的習性。以蜂來說，全世界超過20,000種的蜜蜂僅有6種蜜蜂具有帶倒鉤的螫針；而黃蜂除了Polybia rejecta與Synoeca surinama之外，均具有光滑無倒鉤的螫針可進行重複螫刺。
除了螫針之外，昆蟲也可透過口器叮咬其他動物，除了唾液外還能傳染病原體及疾病。除了病原體外，唾液的特定成份有時會造成過敏反應，造成皮膚病變，輕則造成搔癢性風疹塊（例如：蚊子叮咬後的突起）、重則可能造成大片的皮膚紅腫發炎，常被誤認為是螫針的毒液造成。

## 節肢動物

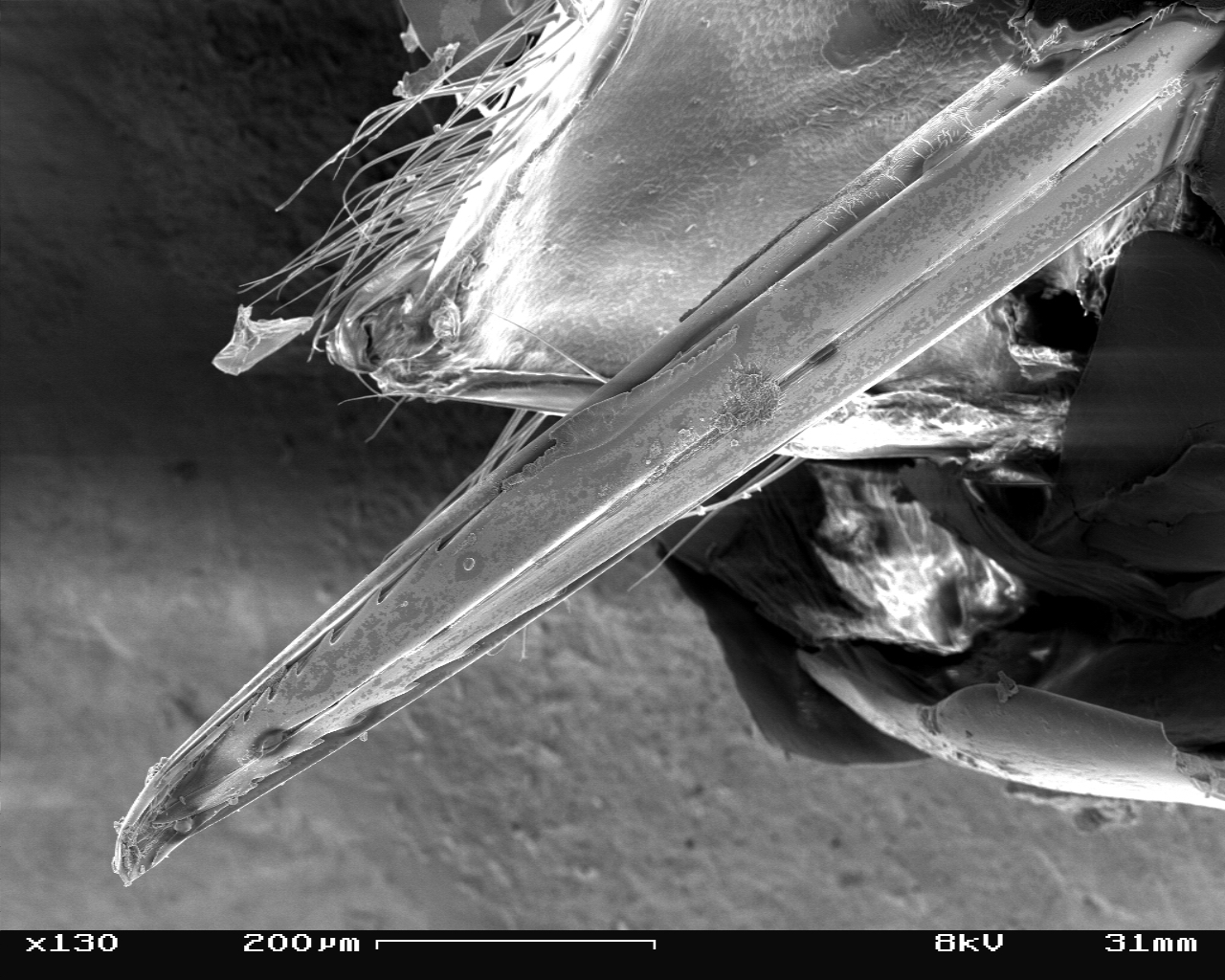
掃描電子顯微鏡下的黃胡蜂螫刺

節肢動物的螫針多半位於身體的最末端，且會與毒腺相連結，在刺入其他動物的表皮後，將毒液注入其內；常見具有螫針的節肢動物包括蜂、黃蜂以及蠍子。此外有一種俗稱為「蠍子甲蟲」的Onychocerus albitarsis，其兩根觸角的末端上具有類似蠍子的螫針，同樣也有和毒腺相連。

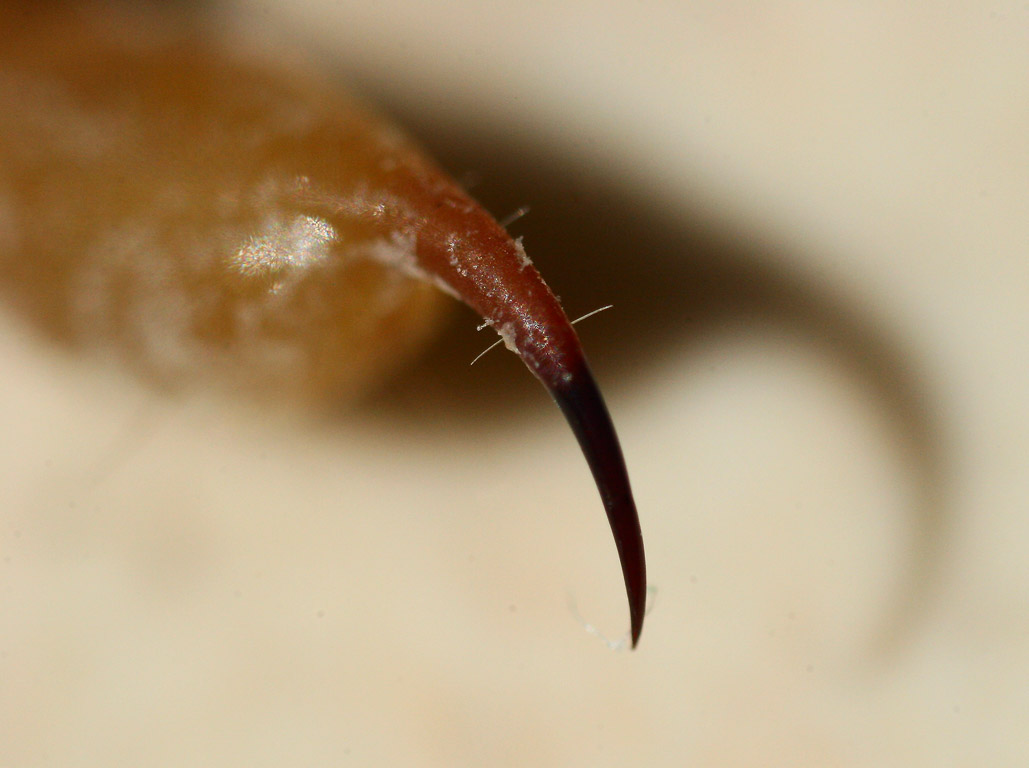
蠍子的螫針

所有膜翅目的螫針均為特化過後的產卵管。和其他螫針不同的是，蜜蜂的螫針具有倒刺，螫入目標後螫針會自蜜蜂身上脫離並留在目標身上，蜜蜂會在螫入後的數分鐘內死去；螫針具有自己的神經節，在螫入後的數分鐘內會繼續鑽入目標的血肉並持續釋放毒素。除了螫針之外，連同螫針留在目標體表的蜜蜂組織也會持續釋放警告性的費洛蒙。這項行為明顯對於個體生存不利，但卻仍有效防止大型動物攻擊蜂巢。蜜蜂具有倒刺的螫針僅有在螫入有彈性的皮膚（例如鳥或哺乳動物）時才會脫離蜜蜂身體，如果是昆蟲則蜜蜂仍然能夠重複螫入不會因此而死亡。
其他大部分的蜂均具有可重複叮刺的螫針，儘管黃胡蜂與墨西哥蜜黃蜂的螫針也具有倒刺，但因為這些倒刺不如蜜蜂的大，因此在螫入目標後仍然能將螫針抽回。
有些黃蜂，例如Polistes versicolor，其螫針毒液中含有大量的血清素，這些血清素被發現至少有兩種用途：用來製造痛覺、或者是造成麻痺效果。
蜘蛛不具有螫針，但部分捕鳥蛛具有螫毛；部分毛毛蟲也同樣具有螫毛用於自我防衛。

## 其他動物
其他動物的螫針包括魟魚尾巴上特化為毒棘的盾鱗、雄性鴨嘴獸後腳踝上的毒刺、以及水母觸手上的刺细胞。

## 外部連結
- 维基共享资源上的相關多媒體資源：螫針